# Graziano Delrio
Graziano Delrio (Reggio Emilia, 27 aprile 1960) è un politico italiano.
È stato sindaco di Reggio Emilia dal 13 giugno 2004 al 4 giugno 2013, dove ha ricoperto anche l'incarico di presidente dell'ANCI dal 5 ottobre 2011 al 28 aprile 2013, Ministro per gli affari regionali e le autonomie nel governo Letta, Ministro delle infrastrutture e dei trasporti dal 2 aprile 2015 al 1º giugno 2018 prima nel governo Renzi e poi riconfermato in carica nel governo Gentiloni. Nel governo Renzi ha rivestito anche la carica di Sottosegretario alla Presidenza del Consiglio dei ministri fino al 2 aprile 2015, prima della sua nomina a ministro.

## Biografia
Figlio di un piccolo imprenditore edile comunista, è cresciuto in una parrocchia della periferia di Rosta Vecchia in Reggio Emilia, imparando i dettami del cattolicesimo democratico "dossettiano".
Dopo aver frequentato il liceo scientifico "Aldo Moro" a Reggio Emilia, si è laureato in Medicina e Chirurgia presso l'Università degli Studi di Modena, e in seguito si è specializzato in Endocrinologia e Malattie del Ricambio fra Stati Uniti d'America, Gran Bretagna ed Israele. È ricercatore all'Università di Modena e Reggio Emilia..
A 22 anni si è sposato con Anna Maria: insieme hanno nove figli (cinque femmine e quattro maschi). È residente a Canali, una frazione di Reggio Emilia.

## Carriera politica

### Gli inizi dai popolari alla Margherita
Negli anni '90 partecipa alle iniziative dei Comitati di don Giuseppe Dossetti in difesa della Costituzione e ha fondato e presieduto l'Associazione Giorgio La Pira con cui ha promosso numerose iniziative culturali e allacciato rapporti di pace con il Medioriente.
Nel 1994 s'iscrive al Partito Popolare Italiano (PPI) di Mino Martinazzoli, appena costituito dopo lo scioglimento della Democrazia Cristiana.
Ha ricoperto il suo primo incarico istituzionale nel 1999, subentrando in consiglio comunale di Reggio Emilia a Giuseppe Davoli, il quale si dimise perché assunse l'incarico di assessore ai lavori pubblici e ai trasporti nella giunta comunale. Graziano Delrio quindi, primo dei non eletti, prese il suo posto come Consigliere Comunale per il PPI.
Si candida alle elezioni regionali in Emilia-Romagna del 2000 con il PPI assieme a Rinnovamento Italiano di Lamberto Dini, nella mozione del presidente uscente il DS Vasco Errani, venendo eletto all'Assemblea legislativa dell'Emilia-Romagna con oltre 4.000 preferenze. Come consigliere regionale dell'Emilia-Romagna ha presieduto la Commissione sanità e politiche sociali.
Nel 2002 Delrio aderisce alla Margherita di Francesco Rutelli, una lista elettorale che divenne un partito raccogliendo il PPI, Rinnovamento Italiano di Lamberto Dini e I Democratici di Arturo Parisi, dove diventa successivamente segretario provinciale di Reggio Emilia.

### Sindaco di Reggio Emilia

#### Primo mandato
Alle elezioni amministrative del 12 e 13 giugno 2004 si candida a sindaco di Reggio Emilia, sostenuto da una coalizione di centro-sinistra formata da: La Margherita, Democratici di Sinistra, Rifondazione Comunista, Federazione dei Verdi, Socialisti Democratici Italiani assieme all'UDEUR e Italia dei Valori. Viene eletto sindaco di Reggio Emilia al primo turno con il 63,2% dei voti (57.850), divenendo il primo sindaco di Reggio Emilia dal 1945 a non aver militato nel Partito Comunista Italiano.
Nel corso del suo mandato, promuove la riqualificazione urbana della città, potenzia le politiche educative e le politiche di sostenibilità, tra le quali la raccolta differenziata dei rifiuti e il piano di estensione delle piste ciclabili.

#### Secondo mandato

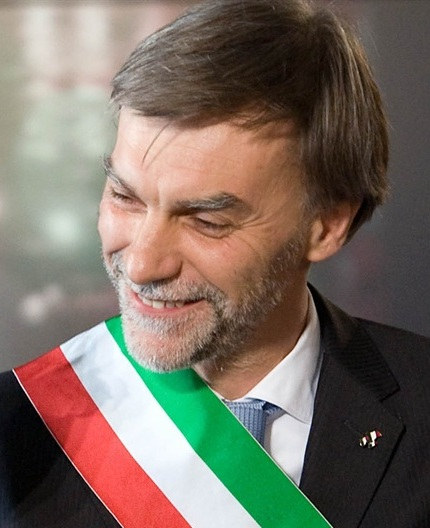
Delrio come sindaco di Reggio Emilia nel 2012

Alle elezioni amministrative del 6 e 7 giugno 2009, sostenuto da: Partito Democratico, l'Italia dei Valori di Antonio Di Pietro, SEL, i Verdi, i Comunisti Italiani e liste civiche, è stato riconfermato sindaco di Reggio sempre al primo turno con il 52,5% dei voti (47.742).
Durante la campagna elettorale si recò a Cutro insieme ad una delegazione di assessori del PD e del PDL, per stringere un patto di gemellaggio con Reggio Emilia e per rinsaldare i legami esistenti fra le due comunità, malgrado la forte infiltrazione 'ndranghetista nel tessuto imprenditoriale di entrambi i centri.
Vicepresidente dell'Associazione Nazionale Comuni Italiani (ANCI) già dal 2005 con la delega al welfare, poi dal 2009 alla finanza locale e al personale, il 5 ottobre 2011 Delrio viene eletto presidente dell'ANCI per acclamazione, succedendo così a Sergio Chiamparino ex sindaco di Torino, dopo una competizione interna al Partito Democratico che lo vide contrapposto al sindaco di Bari Michele Emiliano (quest'ultimo era sostenuto da molti sindaci del meridione, dal presidente di SEL Nichi Vendola, dal segretario del PD Pier Luigi Bersani, Davide Zoggia e Massimo D'Alema, mentre Delrio dalla dirigenza ANCI). Delrio vinse quella competizione che lo portò a divenire presidente dell'ANCI per soli 4 voti all'assemblea ANCI a Brindisi (89 di Delrio contro gli 85 di Emiliano), grazie anche ai sindaci di centro-destra.
È stato membro della Conferenza Stato-Città ed Autonomie locali, presiedendo la campagna nazionale per i diritti di cittadinanza e il diritto di voto per le persone di origine straniera "L'Italia sono anch'io" promossa da una ventina di associazioni della società civile.
Delrio è stato tra i primi, nonché principali sostenitori dell'allora giovane sindaco di Firenze Matteo Renzi e il suo movimento dei rottamatori all’interno del Partito Democratico, partecipando ai convegni della Leopolda, appoggiando la sua mozione nelle primarie del centro-sinistra "Italia. Bene Comune", del Partito Democratico del 2013 e del 2017.

### Ministro per gli affari regionali
Con la nascita del governo di larghe intese guidato da Enrico Letta, il 28 aprile 2013 giura nelle mani del Presidente della Repubblica Giorgio Napolitano come Ministro per gli affari regionali e le autonomie nel governo Letta tra PD, Il Popolo della Libertà, Unione di Centro e Scelta Civica. Il 26 giugno, in seguito alle dimissioni del ministro per lo sport Josefa Idem, riceve la delega all'esercizio delle relative funzioni per lo sport.
Durante il suo mandato da ministro per gli affari regionali si è occupato del "ddl Delrio", che riforma le province italiane: introducendo le Città metropolitane, il trasferimento di alcune delle funzioni delle Province a Comuni e Regioni, la trasformazione degli organi provinciali in enti di secondo grado, l'abolizione dei compensi e l’elezioni dirette degli organi provinciali; approvata tra marzo e aprile del 2014.

### Sottosegretario alla Presidenza e Ministro dei Trasporti

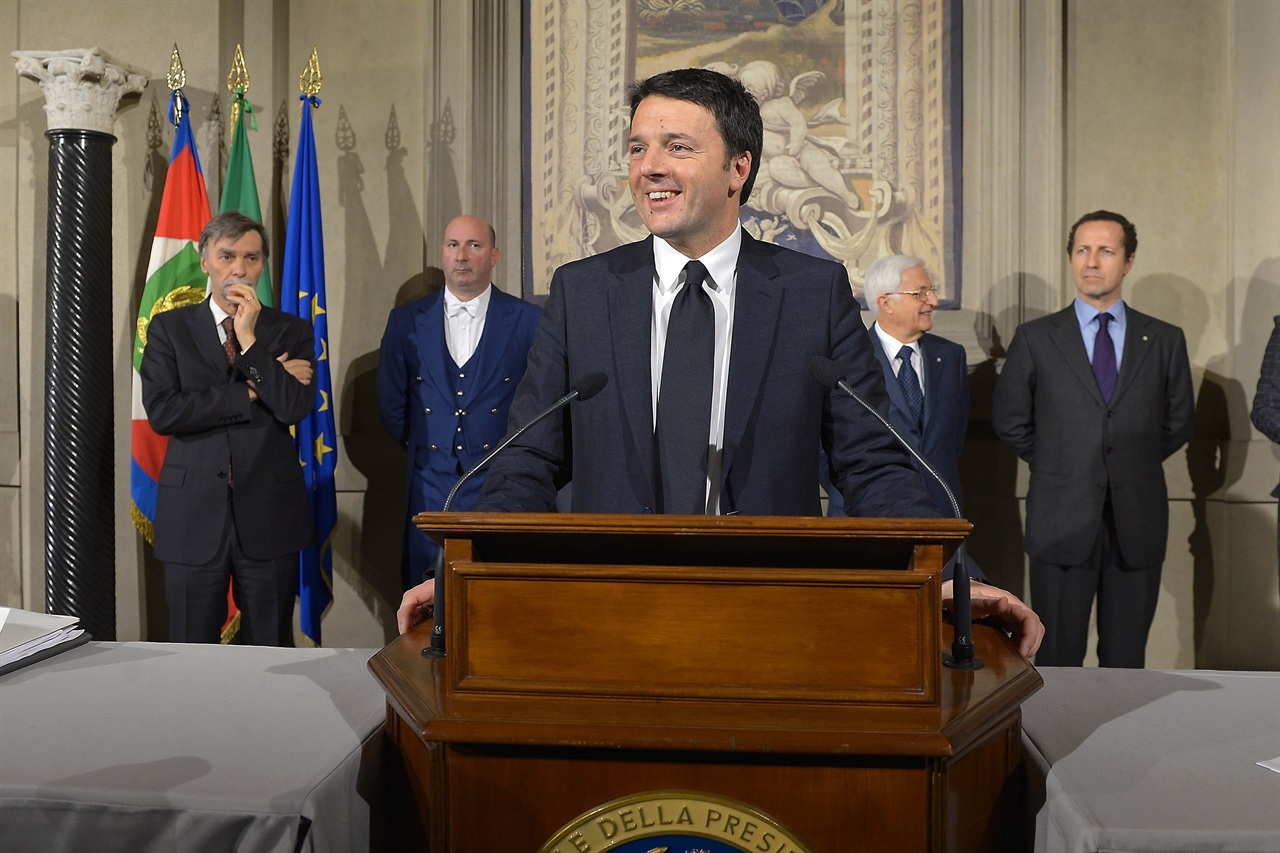
Delrio assieme a Matteo Renzi, Presidente del Consiglio incaricato, che scioglie positivamente la riserva

Il 22 febbraio 2014 viene nominato dal Consiglio dei Ministri Sottosegretario di Stato alla Presidenza del Consiglio dei ministri con le funzioni di segretario del Consiglio dei ministri, con delega alla coesione territoriale e allo sport nel governo Renzi.

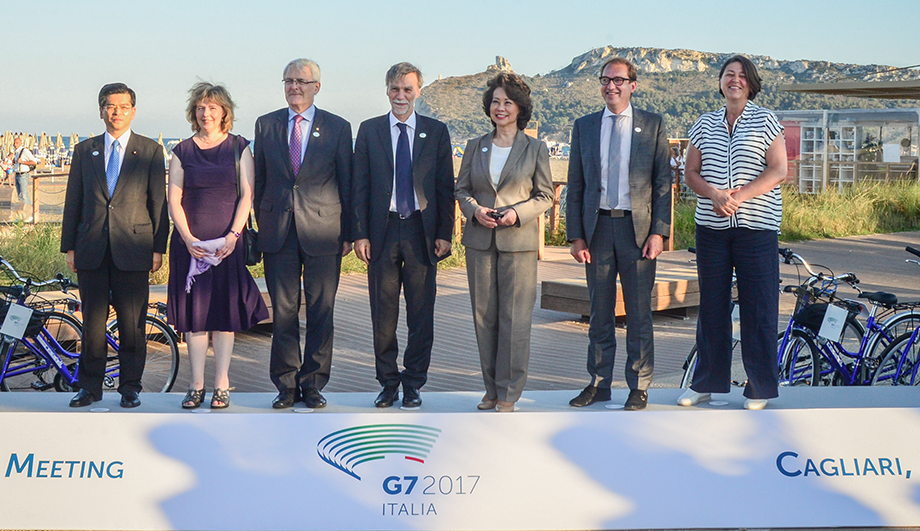
Graziano Delrio al G7 dei Trasporti di Cagliari del 2017

Il 2 aprile 2015 viene nominato ministro delle infrastrutture e dei trasporti del governo Renzi, in seguito alle dimissioni del predecessore Maurizio Lupi il 20 marzo scorso per lo scandalo della raccomandazione del figlio, dopo che il suo nome era stato anticipato da diversi giornali. Delrio è il primo Ministro della Repubblica a giurare nelle mani del neo Presidente della Repubblica Sergio Mattarella. Di conseguenza, lascia vacante l'incarico di Sottosegretario alla Presidenza del Cdm, che verrà preso il 10 aprile dal viceministro dello sviluppo economico Claudio De Vincenti.
A seguito delle dimissioni di Matteo Renzi da Presidente del Consiglio, per la bocciatura della riforma Renzi-Boschi al referendum costituzionale, il 12 dicembre 2016 viene riconfermato alla guida del MIT per il nuovo governo presieduto da Paolo Gentiloni, giurando il giorno stesso nelle mani del Presidente della Repubblica Sergio Mattarella.

### Capogruppo PD alla Camera e primarie PD del 2019

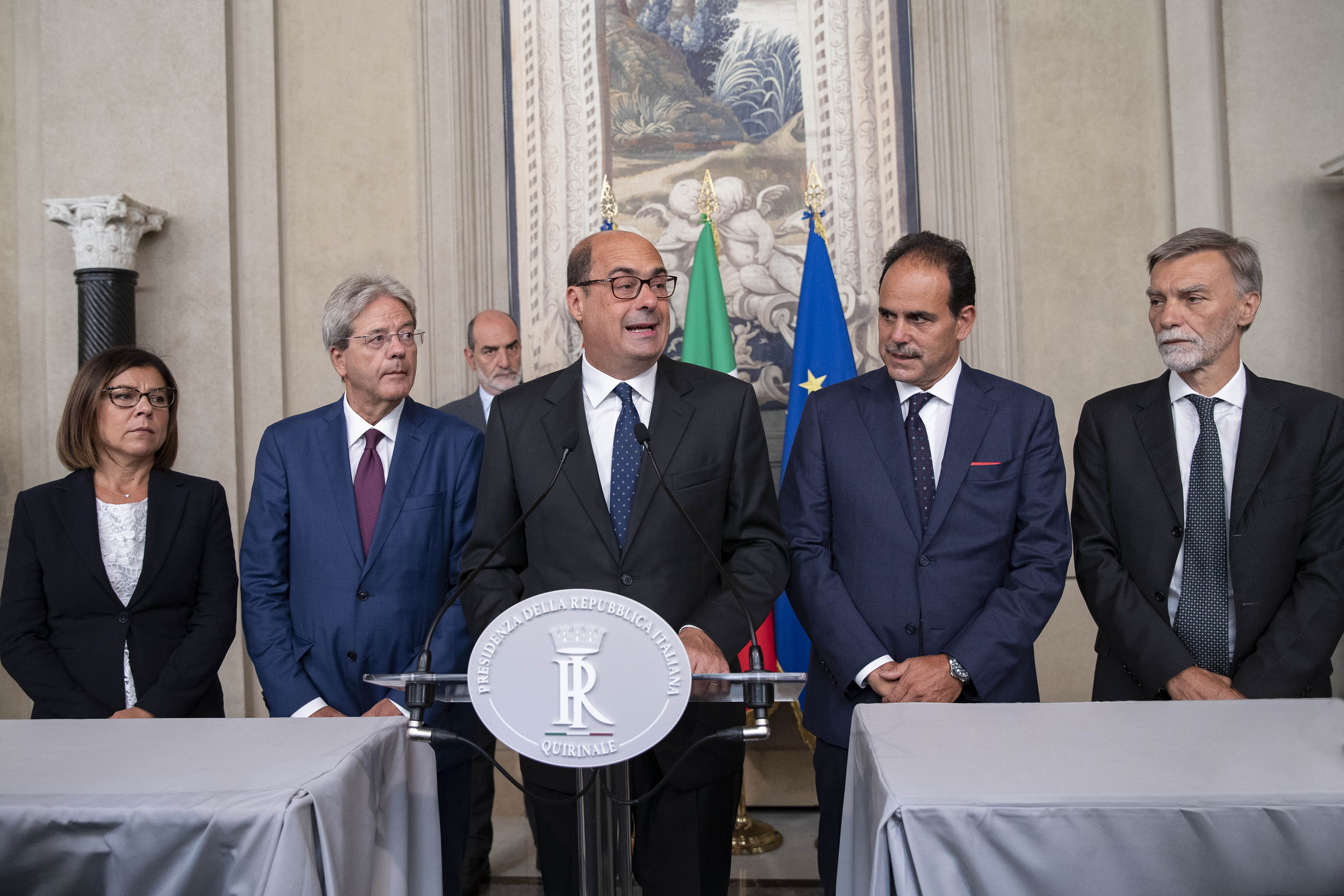
Delrio assieme a Nicola Zingaretti, Andrea Marcucci, Paolo Gentiloni e Paola De Micheli durante le consultazioni del 2019

Alle elezioni politiche del 2018 viene candidato nel collegio uninominale di Reggio Emilia alla Camera dei deputati, per la coalizione di centro-sinistra in quota PD, risultando eletto deputato con quasi il 36% dei voti contro il candidato del Movimento 5 Stelle Maria Edera Spadoni (28,4%) e del centro-destra, in quota Lega Agnese Zaghi (25,8%).
Il 27 marzo 2018 viene eletto per acclamazione capogruppo del Partito Democratico alla Camera (nonostante inizialmente aveva rifiutato l'incarico), su proposta del segretario reggente del Partito Democratico Maurizio Martina in nome della "collegialità", considerato una figura trasversale e dialogante nel PD.
Dopo le dimissioni di Matteo Renzi da segretario del PD a seguito degli esiti disastrosi alle politiche di quell'anno, alcuni giornalisti di diversi orientamenti politici ipotizzano la candidatura di Delrio come segretario del PD, preferito anche dall'uscente Renzi. Ipotesi smentite da Delrio stesso. In seguito all'annuncio della candidatura alla segreteria nazionale del PD alle primarie di Maurizio Martina, decide di appoggiare la sua mozione.

### Passo indietro da Capogruppo e l’elezione al Senato
Verso la fine di marzo 2021 Enrico Letta, neo-segretario del Partito Democratico, lancia la proposta di eleggere due donne alla guida dei gruppi parlamentari PD al Senato e alla Camera. Successivamente Delrio decide di lasciare l'incarico di capogruppo PD alla Camera, che ricopriva da tre anni, per appoggiare la proposta di Letta. Il 30 marzo viene succeduto alla guida della Camera da Debora Serracchiani, eletta con 66 voti contro i 24 della collega Marianna Madia.
In seguito all'andamento della invasione russa dell'Ucraina del 2022, Delrio si smarca dalle posizioni atlantiste assunte dal PD e il governo Draghi: "Draghi dovrebbe dire a Biden di abbassare i toni e che l'Italia vuole promuovere un quadro di sicurezza in cui l'Europa sia protagonista, senza delegarlo alla NATO" - "Le parole spese da chi pensa che la pace consista nel piegare Putin, capo di una potenza nucleare, mostrano una grande irresponsabilità. Una guerre nel cuore dell'Europa farà male a noi, nessuno ne uscirà vincitore".
Alle elezioni politiche anticipate del 25 settembre 2022 viene candidato per il Senato nel collegio plurinominale Emilia-Romagna 01 come capolista della lista Partito Democratico - Italia Democratica e Progressista risultando eletto.

## Coinvolgimento in vicende giudiziarie

### Presunta attività di dossieraggio ai danni di Delrio
Il 6 aprile 2016 l'allora ministro Delrio è stato vittima di una presunta attività di dossieraggio, nel corso dello scandalo petrolio in Basilicata. Il suo nome viene tirato in ballo in un colloquio tra Gemelli (ex compagno della dimissionaria ministra Federica Guidi) e Valter Pastena. Dalla conversazione emerge l'idea di ricattare il ministro alle infrastrutture del governo PD con delle foto che ritrarrebbero quest'ultimo con degli esponenti di spicco della mafia a Cutro. Pastena afferma a telefono: Tu non ti ricordi quello che io ti dissi, che c'era un'indagine, quelli che hanno arrestato a Mantova, a Reggio Emilia, i Cutresi, quelli della 'Ndrangheta... Chi ha fatto le indagini è il mio migliore amico, e adesso ci stanno le foto di Delrio con questi.
Delrio, appreso di tale intercettazioni ha affermato: "Voglio sapere se questa attività di dossieraggio è vera oppure no. Voglio sapere se la gente - non solo un Ministro - può fidarsi delle Istituzioni. Poi, se vengo attaccato da un comitato d'affari, beh per me è un onore. È una medaglia da mettere sul petto"; e contestualmente ha presentato un esposto alla Procura di Roma. Sarà poi lo stesso Pastena, interrogato dal procuratore di Roma Pignatone, ad ammettere di essersi inventato tutto.
Nel 2012 era stata la procura a chiamare Delrio, come persona informata dei fatti nell'ambito dell'inchiesta Aemilia, per indagare sulla presenza della 'ndrangheta a Reggio Emilia e i legami con Cutro. Nel 2013 invece erano stati i servizi segreti ad indagare sui legami con la mafia cutrese, in particolare sulla dirigente comunale Maria Sergio che ha ricevuto incarichi fiduciari all'urbanistica affidati direttamente da Delrio durante i suoi due mandati da sindaco. Delrio ha sempre risposto di non sapere niente e non è mai finito tra gli indagati.